# ジェシカ・マクナミー
ジェシカ・マクナミー（Jessica McNamee, 1986年6月16日 - ）は、オーストラリア出身の女優。
オーストラリアでは、セブン・ネットワークのテレビ番組『ホーム・アンド・アウェー』と『Packed to the Rafters』に出演して有名になった。2014年から2015年にかけて、USAネットワークのシリーズ『Sirens』にテレサ・ケリー巡査役で出演していた。映画では、『君への誓い』（2012年）、『チップス 白バイ野郎ジョン&パンチ再起動!?』（2017年）などに出演している。2017年には、『バトル・オブ・ザ・セクシーズ』で女子テニス選手のマーガレット・コートを演じた。

## 経歴
セブン・ネットワークのソープオペラ『ホーム・アンド・アウェー』にリサ・ダフィー役で出演した。その後、テレビシリーズ『Packed to the Rafters』にサミー・ラフター役で出演した。
『Packed to the Rafters』のサミー役を演じたことで、その役が醸し出す「良い女の子」のイメージを払拭したいと考えていた。シリーズの製作休止期間中、様々な役を演じることにした。
2009年のトロント国際映画祭でプレミア上映されたホラー映画『The Loved Ones』に出演した。
2010年半ばには、短編映画『50-50』を制作した。
2012年の映画『君への誓い』で役を得た。レイチェル・マクアダムスやチャニング・テイタムとともに、トロントで撮影に参加した。この映画での取り組みを「シュールな体験」と表現していた。
2013年には『Packed to the Rafters』の最終シーズンに特別ゲストとして戻った。
2014年から2015年にかけて、USAネットワークのTVシリーズ『Sirens』に出演した。シカゴの警察官であるテレサ・ケリー役を演じ、同番組のメインキャラクターとして活躍した。犯罪スリラー映画『Locusts』に出演している。
2018年に公開された大ヒット映画『Meg ザ・モンスター』では、メガロドンハンターのジョナス・テイラー（ジェイソン・ステイサム）の元妻であるローリーを演じた。
2019年8月には『モータルコンバット』にソニア・ブレイド役で出演した。

## 私生活
シドニーで生まれた。
2019年4月には、不動産開発業者のPatrick Caruso氏と結婚した。

## 出演作
| 公開年               | 作品名 原題                                      | 役名                 | 備考                                                    |
| -------------------- | ------------------------------------------------ | -------------------- | ------------------------------------------------------- |
| 2007年               | ホーム・アンド・アウェー Home and Away           | リサ・ダフィー       | ゲスト出演                                              |
| 2008〜2010年、2013年 | Packed to the Rafters                            | サミー・ラフター     | 2008–10；レギュラー出演、2013；55エピソード；ゲスト出演 |
| 2010年               | ラブド・ワンズ The Loved Ones                    | ミア                 |                                                         |
| 2010年               | 50-50                                            | ネリー・キャメロン   | 短編映画                                                |
| 2012年               | 君への誓い The Vow                               | グウェン・ソーントン |                                                         |
| 2013年               | ホワイトカラー White Collar                      | ペニー・チェイス     | ゲスト出演                                              |
| 2014年               | The Time of Our Lives                            | リサ・モンテゴ       | 4エピソード                                             |
| 2014〜 2015年        | Sirens                                           | テレサ・ケリー       | メインキャスト                                          |
| 2017年               | チップス 白バイ野郎ジョン&パンチ再起動!? CHiPs   | リンジー・テイラー   |                                                         |
| 2018年               | The Neighbor                                     | ジェナ               |                                                         |
| 2017年               | バトル・オブ・ザ・セクシーズ Battle of the Sexes | マーガレット・コート |                                                         |
| 2018年               | MEG ザ・モンスター The Meg                       | ローリー             |                                                         |
| 2019年               | Into the Dark                                    | レイチェル・アダムス | エピソード：「I'm Just F*cking with You」               |
| 2019年               | Locusts                                          | イジー               |                                                         |
| 2020年               | ブラック・クローラー Black Water: Abyss          | ジェニファー         |                                                         |
| 2021年               | モータルコンバット Mortal Kombat                 | ソニア・ブレイド     | メインキャスト                                          |
| 2025年               | Mortal Kombat2                                   | ソニア・ブレイド     | メインキャスト                                          |

## 慈善活動
2010年2月、マクナミーはフレッド・ホロウズ財団のアンバサダーに就任した。同財団は、失明やその他の視覚障害の治療と予防に取り組んでいる。マクナミーは財団の「ミラクルクラブ」の代表として、財団が活動している国の人々の視力を回復させるための毎月の寄付を行うことを支援者に奨励している。